# Nuoto ai Giochi della X Olimpiade - 100 metri dorso femminili
La competizione 100 metri dorso femminili di nuoto dei Giochi della X Olimpiade si è svolta nei giorni 11 e 12 agosto 1932 al Los Angeles Swimming Stadium.

## Risultati

### Primo turno
Si è svolto l'11 agosto. Le prime due di ogni serie più il miglior tempo in finale.
| Pos. | Atleta          | Nazione       | Tempo  |
| ---- | --------------- | ------------- | ------ |
| 1    | Eleanor Holm    | Stati Uniti   | 1'18"3 |
| 2    | Bonnie Mealing  | Australia     | 1'21"6 |
| 3    | Phyllis Harding | Gran Bretagna | 1'22"5 |
| 4    | Puck Oversloot  | Paesi Bassi   | 1'23"5 |
| 5    | Misao Yokota    | Giappone      | 1'25"1 |

| Pos. | Atleta         | Nazione       | Tempo  |
| ---- | -------------- | ------------- | ------ |
| 1    | Valerie Davies | Gran Bretagna | 1'22"0 |
| 2    | Joan McSheehy  | Stati Uniti   | 1'22"5 |
| 3    | Ruth Kerr      | Canada        | 1'28"2 |
| -    | Maria Lenk     | Brasile       | DQ     |

| Pos. | Atleta          | Nazione       | Tempo  |
| ---- | --------------- | ------------- | ------ |
| 1    | Marie Braun     | Paesi Bassi   | 1'23"8 |
| 2    | Joyce Cooper    | Gran Bretagna | 1'25"0 |
| 3    | Marjorie Linton | Canada        | 1'29"1 |

### Finale
Si è svolta il 12 agosto.
| Pos.    | Atleta          | Nazione       | Tempo  |
| ------- | --------------- | ------------- | ------ |
| Oro     | Eleanor Holm    | Stati Uniti   | 1'19"4 |
| Argento | Bonnie Mealing  | Australia     | 1'21"3 |
| Bronzo  | Valerie Davies  | Gran Bretagna | 1'22"5 |
| 4       | Phyllis Harding | Gran Bretagna | 1'22"6 |
| 5       | Joan McSheehy   | Stati Uniti   | 1'23"2 |
| 6       | Joyce Cooper    | Gran Bretagna | 1'23"4 |
| -       | Marie Braun     | Paesi Bassi   | DNS    |